# Raymond Collishaw
Pour les articles homonymes, voir Collishaw.
Raymond Collishaw (22 novembre 1893 - 28 septembre 1976) était un pilote canadien, chef d'escadrille et officier commandant pendant la Première Guerre mondiale, la Seconde Guerre mondiale et la Guerre civile russe et qui a servi dans la Royal Naval Air Service puis dans la RAF.